# Bernardo Valim
Bernardo da Silva Rocha Valim dit Bernardo Valim, né le 30 janvier 2006 à Niterói au Brésil, est un footballeur brésilien qui évolue au poste de milieu offensif au Botafogo FR.

## Biographie

### En club
Né à Niterói au Brésil, Bernardo Valim est formé par le Botafogo FR, qu'il rejoint en 2017. Il signe son premier contrat professionnel le 19 août 2022, le liant au club jusqu'en juillet 2025.
En octobre 2022, Valim s'entraîne pour la première fois avec l'équipe première. Après avoir été assigné à l'équipe réserve, l'entraîneur de l'équipe première Luís Castro l'appel dans son groupe en janvier 2023.

### En équipe nationale
En mars 2023 il est sélectionné avec l'équipe du Brésil des moins de 17 ans pour participer au Championnat championnat sud-américain des moins de 17 ans qui se déroule en Équateur. Les Brésiliens remportent la compétition après une victoire contre l'Argentine lors de la dernière journée de la phase finale. Il s'agit de leur 13e titre dans la catégorie,.

## Palmarès
Brésil -17 ans
- Championnat sud-américain
  - Champion en 2023